# Tunisie aux Jeux olympiques de la jeunesse d'hiver de 2024
La participation de la Tunisie aux Jeux olympiques de la jeunesse d'hiver de 2024 a lieu du 19 janvier au 1er février 2024, à Gangwon en Corée du Sud. Il s'agit de sa première participation aux Jeux olympiques de la jeunesse d'hiver et même la toute première apparition du comité à des Jeux olympiques d'hiver.
Le porte-drapeau est le bobeur Jonathan Lourimi qui remporte une médaille d'argent. Deux autres bobeuses constituent la délégation.

## Médailles
| Sport                | Discipline     | Athlète(s)       | Performance   | Date       |
| -------------------- | -------------- | ---------------- | ------------- | ---------- |
| Médailles d’argent : |                |                  |               |            |
| Bobsleigh            | Monobob hommes | Jonathan Lourimi | 1 min 49 s 96 | 23 janvier |

## Résultats

### Bobsleigh
Trois athlètes se sont qualifiés pour la compétition : Jonathan Lourimi vit en Suède alors que Sophie Ghorbel et Beya Mokrani ont elles bénéficié d'un programme de détection financé par une fondation sud-coréenne alors qu'elles n'étaient âgées que de treize ans.
| Athlètes         | Épreuve        | Manche 1 | Manche 1 | Manche 2 | Manche 2 | Total         | Total |
| Athlètes         | Épreuve        | Temps    | Rang     | Temps    | Rang     | Temps         | Rang  |
| ---------------- | -------------- | -------- | -------- | -------- | -------- | ------------- | ----- |
| Jonathan Lourimi | Monobob hommes | 54 s 79  | 2e       | 55 s 17  | 3e       | 1 min 49 s 96 | 2e    |
| Sophie Ghorbel   | Monobob femmes | 58 s 35  | 12e      | 57 s 96  | 8e       | 1 min 56 s 31 | 12e   |
| Beya Mokrani     | Monobob femmes | 57 s 78  | 9e       | 58 s 50  | 12e      | 1 min 56 s 28 | 10e   |